# Ted Raicer
Ted Raicer (geboren 1958 in New Jersey) ist ein amerikanischer Spieleautor, der sich vor allem auf die Entwicklung historischer Konfliktsimulationsspiele (Wargames) mit Themen aus dem Ersten Weltkrieg spezialisiert hat. Besonders bekannt wurde das Spiel Paths of Glory, das bei der ersten Verleihung der International Gamers Award im Jahr 2000 als bestes Simulationsspiel ausgezeichnet wurde.

## Biografie
Ted Raicer begann in den frühen 1990er Jahren mit der Entwicklung eigenständiger Konfliktsimulationsspiele, in denen er Etappen und Kriegszüge aus dem Ersten Weltkrieg nachstellte. Bereits das 1992 erschienene Spiel 1918: Storm in the West sowie mehrere folgende wurden für den Charles S. Roberts Award nominiert. Dabei veröffentlichte Raicer anfänglich seine Spiele in dem von der XTR Corp herausgegebenen Command Magazine. 1999 wurde Paths of Glory bei GMT Games veröffentlicht und sowohl mit dem Charles S. Roberts Award wie auch im Folgejahr mit dem International Gamers Award als bestes historisches Simulationsspiel prämiert. Es folgten zahlreiche weitere Nominierungen und Auszeichnungen in den Folgejahren, wobei Raicer ab 2002 mit World War II: Barbarossa to Berlin und 2007 mit Red Storm over the Reich auch erste Spiele im Zweiten Weltkrieg ansiedelte und vor allem die Schlachten und Kriegszüge zwischen den russischen Armeen unter Josef Stalin und den deutschen Truppen Adolf Hitlers simulierte. Er kehrte jedoch auch immer wieder zum Ersten Weltkrieg zurück. GMT Games blieb der bevorzugte Verlag für Raicer, obwohl er auch einzelne Titel bei Critical Hit, Moments in History und Compass Games herausbrachte. The First World War erschien 2004 sogar bei den Publikumsverlagen Mayfair Games und Phalanx Games und 2008 beteiligte sich Raicer gemeinsam mit zahlreichen weiteren Spieleentwicklern an Tide of Iron: Designer Series Vol. 1 als Ergänzung für das bei Fantasy Flight Games erschienene Spiel Tide of Iron.

## Ludographie (Auswahl)
- 1992: 1918: Storm in the West (XTR Corp)
- 1992: Plan 1919 (XTR Corp; Command Magazine Issue #16)
- 1993: When Eagles Fight (XTR Corp)
- 1993: 1914: Glory’s End (XTR Corp)
- 1995: The Great War in Europe (XTR Corp)
- 1996: The Great War in the Near East (XTR Corp)
- 1997: All Quiet on the Western Front (Critical Hit, Inc., Moments in History)
- 1999: Paths of Glory (GMT Games)
- 1999: Grunwald 1410 (XTR Corp)
- 2000: Royal Tank Corps (Moments in History)
- 2001: Reds! The Russian Civil War 1918-1921 (GMT Games)
- 2001: Clash of Giants (GMT Games)
- 2002: World War II: Barbarossa to Berlin (GMT Games)
- 2004: Grand Illusion: Mirage of Glory, 1914 (GMT Games)
- 2004: The First World War (Mayfair Games, Phalanx Games)
- 2006: Clash of Giants II (GMT Games)
- 2007: Red Storm over the Reich (Compass Games)
- 2007: The Great War in Europe: Deluxe Edition
- 2008: Tide of Iron: Designer Series Vol. 1 (Fantasy Flight Games, mit zahlreichen weiteren Autoren)
- 2009: The Pocket at Falaise (Against the Odds, LPS, Inc.)
- 2010: Storming the Reich (Compass Games)
- 2010: Stalin’s War (GMT Games)
- 2010: Hitler Turns East (Against the Odds, LPS, Inc.)
- 2011: Four Roads to Moscow (Against the Odds, LPS, Inc.)
- 2011: Case Yellow, 1940: The German Blitzkrieg in the West (GMT Games)
- 2013: The Dark Valley (GMT Games)
- 2014: 1914: Glory’s End / When Eagles Figh (GMT Games)
- 2016: Fall Of The Third Reich (Compass Games)
- 2016: Clash of Giants: Civil War (GMT Games)
- 2018: The Dark Sands (GMT Games)

## Auszeichnungen
- International Gamers Award:
  - Paths of Glory Sieger Historische Simulationen 2000
  - Clash of Giants: Nominiert Historische Simulation 2002
  - Barbarossa to Berlin: Nominiert Historische Simulation 2003
  - Reds!: Nominiert Historische Simulation 2003
- Charles S. Roberts Award:
  - When Eagles Fight: Best Pre–World War Two Game 1993
  - Great War in Europe: Best Pre–World War Two Game 1995
  - All Quiet on the Western Front: Best Pre–World War Two Game 1997
  - Paths of Glory: Best Pre–World War Two Game 1999
  - Barbarossa to Berlin: Best World War Two Game 2002
  - When Eagles Fight: First World War in the East: Best Historical or Scenario Magazine Article 1993
  - Great War in Europe: James F. Dunnigan Award for Playability and Design 1995
  - Paths of Glory: James F. Dunnigan Award for Playability and Design 1999